# Adrian Parker
Adrian Philip Parker (Croydon, 2 marzo 1951) è un ex pentatleta britannico.

## Palmarès
In carriera ha conseguito i seguenti risultati:
- Giochi olimpici:

Montréal 1976: oro nel pentathlon moderno a squadre.